# Søren Espersen
Søren Espersen, né le 20 juillet 1953 à Svenstrup (Danemark), est un homme politique danois, membre du Parti populaire danois, puis des Démocrates danois.

## Biographie
Søren Espersen commence en 1974 des études de théologie à l'université de Copenhague, qu'il interrompt en 1976 pour étudier à l'école de journalisme du Danemark, dont il est diplômé pour 1980. Il devient alors successivement journaliste pour Dagbladet Information, B.T. et Billed-Bladet. En 1997, il devient l'attaché de presse du Parti populaire danois.
Il est d'abord engagé au sein du Parti du progrès, pour lequel il est candidat sans succès aux élections législatives de 1994. Il rejoint en 1995 le Parti populaire danois, pour lequel il est candidat aux élections législatives de mars 1998 et de novembre 2001, sans parvenir à remporter de siège,.
Il est élu député au Folketing lors des élections législatives de février 2005. Après ce dernier scrutin, il devient le porte-parole de son groupe parlementaire pour la politique étrangère, un rôle qu'il conservera jusqu'en 2022.
Il remporte un deuxième et un troisième mandat lors des élections législatives de novembre 2007 et de septembre 2011,. En septembre 2012, après que Kristian Thulesen Dahl ait été élu président du Parti populaire danois, il en devient le vice-président.
Il est réélu pour un quatrième mandat lors des élections législatives de juin 2015, cette fois-ci dans la circonscription de Seeland, alors qu'il était élu à Copenhague jusqu'alors. Il prend alors la présidence de l’Udenrigspolitisk Nævn, une commission parlementaire spéciale établie par la Constitution danoise et chargée d’être consultée par le gouvernement sur les questions de politique étrangère.
En octobre 2017, il devient commissaire de la garde nationale danoise, sa plus haute autorité civile. Il occupe ce rôle jusqu'en mars 2022, quand Søren Gade lui succède.
Il est réélu pour un nouveau mandat lors des élections législatives de juin 2019.
En juin 2022, il annonce quitter le Parti populaire danois. En août, il annonce rejoindre les Démocrates danois, le nouveau parti de l'ancienne ministre Inger Støjberg, et être investi candidat dans la circonscription du Jutland du Sud pour le mouvement aux élections.
Il est réélu pour un sixième mandat lors des élections législatives de novembre 2022. Il devient alors le porte-parole du groupe parlementaire des Démocrates danois pou la culture et les affaires ecclésiastiques. Il prend également la présidence de la commission parlementaire des affaires ecclésiastiques.
En septembre 2024, il annonce qu'il ne sera pas candidat à un septième mandat au Folketing lors des prochaines élections législatives.